# Abraxas radioreversa
Abraxas radioreversa là một loài bướm đêm trong họ Geometridae.